# Роберт Де Вен
Роберт Де Вен (нід. Robert De Veen; 26 січня 1886, Брюгге — 8 грудня 1939) — бельгійський футболіст, що грав на позиції нападника. По завершенні ігрової кар'єри — тренер.
Виступав за національну збірну Бельгії. Чемпіон Франції (як тренер).

## Клубна кар'єра
У дорослому футболі дебютував 1904 року виступами за команду клубу «Брюгге», кольори якої і захищав протягом усієї своєї кар'єри гравця, що тривала одинадцять років.

## Виступи за збірну
1906 року дебютував в офіційних матчах у складі національної збірної Бельгії. Протягом кар'єри у національній команді, яка тривала 8 років, провів у формі головної команди країни 23 матчі, забивши 26 голів.

## Кар'єра тренера
Розпочав тренерську кар'єру, повернувшись до футболу після тривалої перерви, 1932 року, очоливши тренерський штаб клубу «Олімпік» (Лілль).
1934 року став головним тренером команди «Ланс», тренував команду з Ланса лише один рік.
Останнім місцем тренерської роботи був клуб «Брюгге», головним тренером команди якого Роберт Де Вен був з 1938 по 1939 рік.

## Досягнення

### Як тренера
- Чемпіон Франції:

«Олімпік» (Лілль): 1932–1933